# Óscar Lopes
Óscar Luso de Freitas Lopes GCL • GCIP (Matosinhos, Leça da Palmeira, 2 de outubro de 1917 – Matosinhos, 22 de março de 2013) foi um deputado e professor português que desenvolveu a sua atividade docente e de investigação nas áreas da literatura e da linguística.

## Alguns dados biográficos
Óscar Lopes era filho do folclorista Armando Lopes e da violoncelista Irene Freitas.
Irmão de Maria Mécia de Freitas Lopes (Leça), esposa de Jorge de Sena e organizadora do espólio literário deste, e de Rui Silvino de Freitas Lopes (1922), tenente-coronel do exército.

## A formação
Óscar Lopes, licenciou-se em Filologia Clássica, na Faculdade de Letras da Universidade de Lisboa, e em Ciências Histórico-Filosóficas, na Faculdade de Letras da Universidade de Coimbra.
Apreciador da música, cursou igualmente o Conservatório de Música do Porto.

## A atividade docente
Foi professor efectivo do Liceu Nacional de Vila Real e dos liceus Alexandre Herculano e Rodrigues de Freitas, do Porto, entre 1941 e 1974; neste último orientou o grupo de estudantes que formava o corpo redator do jornal académico O Mensageiro , iniciado em 1952.
Em 1975 ingressou, como professor catedrático, na Faculdade de Letras da Universidade do Porto, onde se jubilou.
Na Universidade do Porto desempenhou, entre outros cargos, o de vice-reitor da Universidade (1974-1975) e o de director da Faculdade de Letras (1974-1977).

## A intervenção cívica
Óscar Lopes pertenceu ao Movimento de Unidade Nacional Antifascista (MUNAF), ao Movimento de Unidade Democrática (MUD), ao Movimento Nacional Democrático (MND), à Comissão Democrática Eleitoral (CDE) e à Comissão Nacional de Socorro aos Presos Políticos.
Militante do Partido Comunista Português desde 1945, Óscar Lopes fez parte do seu Comité Central entre 1976 e 1996. Foi deputado à Assembleia da República Portuguesa pelo PCP, candidato nas listas da FEPU, APU e da Coligação Democrática Unitária. Foi também eleito na Assembleia Municipal do Porto.
Devido à sua atividade como opositor político ao regime do Estado Novo foi detido pela polícia política em 1955 no processo dos Partidários da Paz e, em diversas situações, impedido de sair do país para participar em reuniões científicas no estrangeiro.
Foi candidato à Assembleia Nacional nas listas da oposição ao regime do Estado Novo em 1973.
Membro ativo da Sociedade Portuguesa de Escritores, encerrada pelo Estado Novo, Óscar Lopes fez parte da comissão promotora da constituição da Associação Portuguesa de Escritores, de que foi presidente.
Foi um dos criadores da Universidade Popular do Porto, em 1979

## O crítico literário e historiador da literatura
Crítico literário, Óscar Lopes publicou uma vasta colaboração em diversos jornais e revistas, onde se destacam a Seara Nova, a Vértice, o Mundo Literário (1946-1948), a Colóquio/Letras e o suplemento literário de O Comércio do Porto.
A História da Literatura Portuguesa, escrita em colaboração com António José Saraiva, e publicada pela primeira vez em 1955, é há muitos anos uma referência para o ensino desta disciplina.

## O linguista
A sua Gramática Simbólica do Português, editada em 1971 e reeditada em 1972, abriu os caminhos da moderna linguística portuguesa.
Em 1976, já professor da Faculdade de Letras da Universidade do Porto, deu o impulso fundador ao Centro de Linguística da Universidade do Porto. Nesta faculdade lecionou exclusivamente disciplinas da área da linguística, tendo a primeira sido a de Linguística Matemática Computacional.

## Algumas obras
Óscar Lopes foi autor de dezenas de obras no domínio da literatura e da linguística

### Linguística
- Gramática Simbólica do Português. Lisboa: Instituto Gulbenkian de Ciência, 1972, 2.ª ed., corrigida[19].
- Entre a Palavra e o Discurso: Estudos de Linguística (1977-1993). Coordenação da edição de OLIVEIRA, Fátima; BRITO, Ana Maria. Porto, Campo das Letras, 2005. ISBN 978-972-610-917-4[20].

### Literatura e crítica literária
- História da Literatura Portuguesa (com António José Saraiva)[21].
- Album de Família: Ensaios sobre Autores Portugueses do Século XIX.Lisboa: Caminho, 1984.
- Os Sinais e os Sentidos: Literatura Portuguesa do Século XX. Lisboa, Editorial Caminho, 1986.
- Entre Fialho e Nemésio: Estudos de Literatura Portuguesa Contemporânea. Lisboa: Imprensa Nacional-Casa da Moeda, 1987:

1.º vol.: Geração de 1890; Geração da República
2.º vol.: Modernismo
- A Busca de Sentido: Questões de Literatura Portuguesa. Lisboa: Caminho, 1994. ISBN 972-21-0986-3[22]
- 5 Motivos de Meditação: Luís de Camões, Eça de Queirós, Raul Brandão, Aquilino Ribeiro, Fernando Pessoa. Porto: Campo das Letras, 1999. ISBN 972-610-090-9[23].

### Biografias
- Jaime Cortesão. Lisboa: Arcádia, 1962.
- Antero de Quental: vida e legado de uma utopia. Lisboa: Caminho, 1983.

## Condecorações, prémios e outras homenagens

### Condecorações[24]
- Grã-Cruz da Ordem da Instrução Pública de Portugal (12 de Abril de 1989)
- Grã-Cruz da Ordem da Liberdade de Portugal (9 de Junho de 2006)

### Prémios
Pelos seus trabalhos de ensaio e crítica recebeu os prémios:
- Rodrigues Sampaio da Associação dos Jornalistas e Homens de Letras do Porto.
- Jacinto do Prado Coelho (1985), do Centro Português da Associação Internacional de Críticos Literários.
- P.E.N. Clube Português de Ensaio (1986), pela obra A Busca de Sentido: Questões da Literatura Portuguesa.[25]
- Vida Literária (2000), atribuído pela Associação Portuguesa de Escritores.[26]
- Vergílio Ferreira, da Universidade de Évora (2002), pelo conjunto da obra.[27]

### Outras homenagens
- Voto de louvor aprovado pela Assembleia da República em 23 de abril de 1987.[28]
- Doutor honoris causa pela Universidade de Lisboa, em 21 de fevereiro de 1990.[29]
- O seu nome foi dado a uma escola do concelho de Matosinhos, a EB23 Óscar Lopes.[30]
- O seu nome foi também dado à sala principal das instalações do Centro de Linguística da Universidade do Porto, na FLUP.[31]

Curiosidades
- Durante a sua vida colecionou milhares de livros, sobre os mais variados temas. Atualmente parte da sua biblioteca pessoal (particularmente livros sobre linguística) encontra-se disponível para consulta na Casa dos Livros - Centro de Estudos da Cultura em Portugal da Universidade do Porto (Rua do Campo Alegre 1055, 4150-181 Porto) e poderá ser consultada em qualquer dia útil, das 14h30 às 18h.[32]